# Championnat des provinces néo-zélandaises féminin de rugby à XV
Ne doit pas être confondu avec Championnat des provinces néo-zélandaises de rugby à XV.
Le championnat des provinces néo-zélandaises féminin de rugby à XV, connu en tant que Farah Palmer Cup depuis 2016, est une compétition nationale féminine de rugby à XV en Nouvelle-Zélande. Organisée par la fédération néo-zélandaise depuis 1999, la compétition se déroule durant l'hiver austral, de juillet à septembre.
Elle se compose de deux divisions hiérarchiques, la premiership et le championship, respectivement première et deuxième division. 
Auckland a marqué la compétition en remportant quinze des seize premières éditions. 

## Histoire
En 1999, le championnat des provinces néo-zélandaises féminin (anglais : Women's National Provincial Championship), homologue de la catégorie masculine, est mis en place.
À partir de 2016, le championnat des provinces néo-zélandaises est aussi désigné en tant que Farah Palmer Cup en l'honneur de Farah Palmer, ancienne capitaine des Black Ferns et triple championne du monde.

## Identité visuelle
En 2016, alors que la compétition change d'identité, un contrat de naming avec Mitre 10 est mis en place.
En 2021, un contrat global de naming est instauré avec Bunnings Warehouse pour plusieurs compétitions néo-zélandaises, dont les championnats des provinces masculin et féminin.

Évolution du logo
Logo de 2016 à 2020.
Logo instauré en 2021.

## Format
L'édition inaugurale en 1999, est disputée par quatorze équipes. Le nombre d'équipes augmente à dix-huit l'année suivante, avant d'être réduit par la suite. 
Les équipes s'affrontent sur un match simple, sans cycle retour. À la fin de la saison régulière, les quatre meilleures équipes sont qualifiées pour les demi-finales. De 2011 à 2014 les demi-finales ont été supprimées pour jouer directement une finale entre les deux meilleures équipes du classement. Les demies ont été remises en place en 2015.
Depuis 2017, la compétition est divisée en deux niveaux : sept équipes en premiership et six en championship. Il y a promotion et relégation entre les deux groupes : la dernière équipe de premiership est remplacée par le vainqueur de championship.
En 2020, le système de niveaux hiérarchique fut remplacé par deux poules géographiques : île du nord (sept équipes) et île du sud (six équipes). L'ancien format fut réinstauré en 2021, une édition fortement perturbée par la pandémie de Covid-19 et qui a vu plusieurs équipes se retirer de la compétition.
Les joueuses ne sont pas rémunérées.

## Équipes
| Équipe                 | Ville            | Entraineur     | Stade                         | Capacité      |
| ---------------------- | ---------------- | -------------- | ----------------------------- | ------------- |
| Auckland Storm         | Auckland         | Willie Walker  | Eden Park                     | 50 000        |
| Bay of Plenty Volcanix | Mount Maunganui  | Rodney Gibbs   | Tauranga Domain               | 5 000         |
| Canterbury             | Christchurch     | Blair Baxter   | Orangetheory Stadium          | 18 000        |
| Counties Manukau Heat  | Pukekohe         | Chad Shepherd  | Navigation Homes Stadium      | 12 000        |
| Hawkes' Bay Tuis       | Napier           | Blair Cross    | McLean Park                   | 19 700        |
| Manawatu Cyclones      | Palmerston North | Fusi Feaunati  | Central Energy Trust Arena    | 15 000        |
| North Harbour Hibiscus | Albany           | Duncan McGrory | North Harbour Stadium         | 25 000        |
| Northland Kauri        | Whangarei        | Cheryl Smith   | Semenoff Stadium              | 30 000        |
| Otago Spirit           | Dunedin          | Scott Manson   | Forsyth Barr Stadium          | 30 748        |
| Taranaki Whio          | New Plymouth     | Brendan Haami  | TET Stadium                   | 4 000         |
| Tasman Mako            | Nelson Blenheim  | Mel Bosman     | Trafalgar Park Lansdowne Park | 18 000 15 000 |
| Waikato                | Hamilton         | James Semple   | FMG Stadium                   | 25 800        |
| Wellington Pride       | Wellington       | Ross Bond      | Sky Stadium                   | 34 500        |

## Palmarès
| Saison | Champion   | Score   | Finaliste  |
| ------ | ---------- | ------- | ---------- |
| 2020   | Canterbury | 8 - 7   | Waikato    |
| 2021   | Waikato    | 22 - 20 | Canterbury |
| 2022   | Canterbury | 41 - 14 | Auckland   |
| 2023   | Auckland   | 39 - 27 | Canterbury |
| 2024   | Waikato    | 27 - 25 | Canterbury |